# Crassula campestris
Crassula campestris és una espècie de planta suculenta del gènere Crassula de la família de les Crassulaceae.

## Taxonomia
Crassula campestris (Eckl. & Zeyh.) Endl. ex Walp. va ser descrita per Wilhelm Gerhard Walpers i publicada a Repertorium Botanices Systematicae. 2: 253. 1843.
Etimologia
- Crassula: nom genèric que prové del llatí crassus, que significa 'gruixut', en referència a les fulles suculentes del gènere.[2]
- campestris: epítet llatí que significa 'de les planes'.[2]

Sinonímia
- Tetraphyle campestris Eckl. & Zeyh.
- Sedum campestre (Eckl. & Zeyh.) Kuntze